# Lemniscomys hoogstraali
Lemniscomys hoogstraali es una especie de roedor de la familia Muridae. Tiene rayas por todo el cuerpo.

## Distribución geográfica
Se encuentra sólo en Sudán del Sur.

## Hábitat
Su hábitat natural es: la sabana húmeda.